# Troll 2
Troll 2 è un film horror del 1990 diretto da Claudio Fragasso, sotto lo pseudonimo di Drake Floyd, e scritto da Rossella Drudi.
Nonostante il titolo, non è un sequel del film Troll uscito nel 1986 e nessun troll appare nel film. La MGM, detentrice dei diritti di distribuzione, impose il titolo Troll 2 per poter spingere le vendite facendo credere che si trattasse di un sequel, ma i due film non hanno nulla in comune.
Il cast include Michael Stephenson, George Hardy, Margo Prey, Connie Young, Deborah Reed, e Jason F. Wright. Troll 2 è stato girato a Park City, Morgan ed altri dintorni nello Utah, USA.
Rivalutato come cult b-movie, a partire dal 2005, viene proiettato insieme al musical Rocky Horror Picture Show in molte città americane ed europee.
Il film è stato per lungo tempo nella lista Bottom 100 dell'Internet Movie Database al primo posto come peggior film, ma attraverso il massiccio intervento degli utenti è salito di qualche posizione.

## Trama
Il nonno di Joshua racconta al nipote una favola su un ragazzo che scappa da alcuni esseri mostruosi: i goblin. Dopo aver raccontato la storia, Joshua dice a suo nonno che i goblin non esistono ma il nonno ribatte che purtroppo esistono ancora. Mentre Joshua parla con il nonno, entra in camera sua madre che gli chiede con chi stesse parlando. Capendo con chi stava parlando, la madre dice al figlio di smettere di pensare al nonno, morto pochi mesi prima. Il marito, che ha appena concluso una telefonata, informa la moglie del fatto che l'indomani sarebbero partiti per Nilbog, piccolo paese con ventisei abitanti ed avrebbero preso una casa ed in cambio avrebbero lasciato la loro ad una famiglia del posto. Il film continua con Holly, che fa entrare il suo ragazzo dalla finestra, e lo coinvolge ad andare con la sua famiglia a Nilbog. 
Il mattino dopo la famiglia parte con la macchina verso Nilbog, con Holly disperata dato che i suoi genitori sono partiti senza aver aspettato il suo fidanzato, perché in ritardo. Intanto Elliott e i suoi amici cercano di tracciare il percorso per arrivare a Nilbog. Joshua si risveglia in macchina dopo aver fatto un incubo. Durante il tragitto incontrano un mendicante che si rivela a Joshua essere il nonno; costui dice al nipote che a Nilbog ci sono creature malefiche come nel suo racconto e raccomanda di far tornare indietro i suoi genitori. Arrivati sul posto, il nonno avvisa Joshua che lui e la sua famiglia sono in grande pericolo, infatti il piccolo paese è abitato da goblin. 
Arrivati nella casa incontrano la famiglia con la quale fanno lo scambio di case. Questi non si rivelano essere molto ospitali e il loro figlio lascia a Joshua una palla da baseball sulla quale c'è scritto, in caratteri verdi, "Mangeremo dopo avervi mangiato". Entrati nella casa, notano che la tavola è apparecchiata e ci sono già dei cibi pronti. Ad un certo punto, il nonno bussa alla finestra della cucina, dove dice a Joshua di impedire loro di mangiare in 30 secondi. Dopo aver urinato sopra la colazione, viene punito dal padre. Arnold esce dal camper dove gli amici stanno vedendo un film e segue una ragazza inseguita da un gruppo di goblin. Dopo che Arnold esorta i goblin ad andarsene, questi lo trafiggono con una lancia. A questo punto i due ragazzi scappano ed entrano in una piccola chiesa che scoprono essere dimora di una strega che, dopo aver offerto una bevanda verde ai due ragazzi, li trasforma in poltiglia verde per darli in pasto ai goblin. Sarà la ragazza ad essere mangiata per prima, sotto l'occhio di Arnold, in una scena divenuta celebre per la pessima recitazione di Ewing. 
Intanto a Nilbog, Holly viene spaventata dall'apparizione di Seth nel suo specchio, e fa scambio di stanza con quella del fratello. Il giorno dopo uno dei ragazzi va in paese per comprare da mangiare, contemporaneamente anche i Waits vanno in paese a fare la spesa. Il ragazzo viene avvicinato dallo sceriffo che gli offre un panino. Arrivato allo spaccio paesano il commesso gli dice che non vende né caffè né carne, cibo del demonio ma gli da gratis un bottiglia di latte. Joshua dopo aver notato che Nilbog al contrario significa Goblin, entra in un luogo dove un oratore sta spiegando ai cittadini di Nilbog che la carne è il cibo del demonio ma, inavvertitamente, sposta alcune travi e, essendo stato sentito, viene preso dall'oratore che gli offre un gelato verde, ma arriva in tempo il padre che lo sottrae dagli abitanti e va da Elliott dicendogli di scegliere tra sua figlia e i suoi amici, Elliott segue la fidanzata. 
Nel frattempo Drew arriva nella chiesetta dove cerca di liberare Arnold inutilmente. Viene quindi organizzata una festa dove partecipano tutti gli abitanti, compresi i genitori di Joshua, la sorella e il fidanzato. Durante la festa Joshua si reca in camera dove, davanti allo specchio invoca il nonno, ma appare la strega che fa uscire un goblin dallo specchio. Il nonno arriva in tempo e taglia una mano del goblin facendolo scomparire. Inizia un combattimento tra l'oratore e il nonno. Riesce ad avere il sopravvento Seth che incenerisce l'oratore, il quale ritorna goblin sotto gli occhi di tutti, compresi i genitori di Joshua. Mentre i Waits si ritirano in casa, accerchiati dagli abitanti del paese, la strega si trasforma in una bellissima ragazza, e seduce Brent. I Waits si riuniscono in cerchio per evocare lo spirito del nonno che dice loro di distruggere i goblin. Joshua sviene e la madre lo va a rialzare, ma si rialza un goblin che insegue la famiglia. Rapidamente dalle altre camere escono centinaia di Goblin che vogliono uccidere la famiglia. 
Contemporaneamente Joshua si ritrova nella casa della strega. Il nonno gli lascia uno zaino con dentro un panino alla mortadella. Mentre il nonno e Joshua cercano di spingere la pietra che da forza ai goblin per neutralizzarli, i Waits continuano la battaglia. Nella casa i goblin spariscono e ricompaiono nella casa della strega dove Joshua neutralizza la strega mangiando il panino. Spinge la pietra e viene aiutato dai suoi genitori che giungono lì seguendo la voce del nonno. I goblin vengono così neutralizzati e i Waits tornano a casa.
Nella casa rimangono solo Joshua e la madre, che si va a fare una doccia. Joshua cerca la madre che, trasformata in linfa, viene mangiata dai goblin.

## Produzione

### Soggetto
Il film è stato finanziato da Eduard Sarlui e prodotto dalla Filmirage di Aristide Massaccesi, meglio noto come Joe D'Amato. Nel 1984 Sarlui produsse per Fragasso il film Monster dog - Il signore dei cani interpretato da Alice Cooper, ma a causa di alcune difficoltà tecniche durante la realizzazione, Sarlui non rimase soddisfatto del prodotto finale. Con lo scopo di non far sapere a Sarlui che Claudio Fragasso avrebbe diretto il film, la moglie, nonché sceneggiatrice, Rossella Drudi scelse per lui il nuovo pseudonimo di Drake Floyd, riferito al drago dell'oroscopo cinese dell'anno che correva (il 1988) ed al suo gruppo preferito, i Pink Floyd.
Eduard Sarlui contattò Rossella Drudi per commissionarle una sceneggiatura horror per famiglie, priva di sangue e splatter, poiché a fine anni ottanta la censura statunitense era diventata molto severa. Non potendo ricorrere al sangue, Fragasso e la Druidi presero spunto dalle storie di vampiri reinterpretandoli come goblin vegani: prima di uccidere gli esseri umani, adescati prendendo le loro sembianze, li costringono a mangiare del cibo magico che li tramuta in piante commestibili la cui verde clorofilla sostituisce la funzione del sangue nel genere horror. La Drudi ha dichiarato di essersi ispirata al fatto che in quel periodo molti dei suoi amici e conoscenti avevano abbracciato lo stile di vita vegano in modo assolutista. Con intenti satirici ha perciò dato ai vegani il ruolo degli antagonisti della storia.
La sceneggiatura venne inizialmente intitolata Goblin, prendendo ispirazione dalle fiabe del nord Europa, in chiave comica con un gusto horror. Infatti nessun troll appare nel film. La MGM, detentrice dei diritti di distribuzione in tutto il mondo (esclusa l'Italia), impose la nuova titolazione Troll 2 per poter spingere le vendite facendo credere che si trattasse del sequel del film Troll uscito nel 1986, del quale possedeva i diritti. I due film non hanno nulla in comune, ad eccezione di alcuni elementi: il primo è una favola nera stile fantasy-horror, mentre il secondo è una commedia horrorifica demenziale involontaria. Fragasso e la Duidi hanno infatti dichiarato di non aver mai preso in visione il film.
Drudi e Fragasso hanno affermato che le loro intenzioni sono state fraintese e che gli aspetti fortemente criticati sono invece intenzionalmente comici ed esagerati, come ad esempio la teatralità recitativa della regina dei goblin (la strega) o il monologo del predicatore sull'etica del mangiare la carne. Rossella Drudi ha descritto il film come un «horror-comico-demenziale con simbologie esoteriche» destinato anche a un pubblico molto giovane. Fragasso ha poi affermato nel documentario Best Worst Movie che è «un film importante» perché si focalizza su aspetti dell'esistenza «come mangiare, vivere, morire [...] dell'unione della famiglia [...] contro tutti quelli che la vogliono vederla morta e disunita.» Secondo Rossella Drudi Troll 2 è una «critica feroce sulla società di oggi» e in un'altra intervista aggiunge che «dentro c'è anche qualche cosa di serio, il discorso generazionale, la perdita del nonno, la crescita... ci sono tante cose nascoste sotto per i più attenti.»

### Cast
Il cast non è composto da attori professionisti, ma principalmente da mormoni del luogo (Park City e Salt Lake City) che non continuarono ulteriormente la propria carriera artistica. Fanno eccezione Connie Young, che recitò in altri film e film per la tv, Jason F. Wright, affermato scrittore di bestseller religiosi, e David McConnell, tuttora attore (apparso anche in Le idi di marzo). Michael Stephenson ha continuato a fare l'attore ed è apparso nel 1991 nel film horror La casa 5, diretto da Fragasso. Una volta adulto ha diretto il documentario dedicato a Troll 2 Best Worst Movie, il cui protagonista è il dentista George Hardy che ha interpretato il ruolo di Michael, il padre di famiglia. Nel documentario Don Packard, che in Troll 2 interpreta l'inquietante titolare del drugstore, ha dichiarato che durante le riprese era sempre sotto l'effetto di marijuana e che la sua interpretazione è stata genuina perché "non stava recitando".
I costumi dei goblin, criticati molto negativamente perché grossolani sacchi di iuta, sono stati ideati da Laura Gemser. I guanti da mostro oltretutto dovevano essere attaccati con nastro adesivo al resto del costume per evitare di farli cadere dalle piccole mani dei nani che indossavano i costumi.

### Riprese
Il film è stato girato a Park City nello Utah in quattro settimane al costo di 200.000 dollari (trecento milioni di lire).

## Edizioni home video
Nel 2003 il film è stato pubblicato in America ed in Gran Bretagna in versione Dual Layer con il nome "Troll/Troll²". Il DVD pubblicato dalla MGM contiene il primo film Troll del 1986 e "Troll 2". Questa versione contiene i sottotitoli in inglese, spagnolo e francese. La cover del DVD è quella del primo film "Troll".
Nel 2004 "Troll 2" è uscito in versione singola, con la cover che raffigura Deborah Reed con le mani e il viso insanguinati.
In Italia il film non è mai uscito al cinema. All'inizio degli anni novanta la Multivision ha distribuito il film in VHS con il titolo Trolls II (Fragasso è accreditato come Drake Floyd in copertina). La VHS, ormai rara da reperire, è stata per molti anni l'unica versione disponibile in italiano, fino al 2019, quando il film viene pubblicato in DVD e Blu-Ray dall'etichetta Midnight Factory in combo con il primo "Troll". Il doppiaggio in italiano, tuttavia, ha perso tutta l'ironia e la comicità della versione inglese (perché curato da doppiatori professionisti mentre gli attori originali erano tutti improvvisati), con gran rammarico dei due autori che non ne hanno potuto curare l'adattamento.
Nel 2019 il film è stato distribuito in Italia in DVD, in un cofanetto contenente anche il primo Troll e Best Worst Movie.

## Citazioni e riferimenti
In due distinte scene compaiono i ragazzi del camper intenti a guardare un film in televisione. Le scene proiettate appartengono al film Grunt!, diretto ed interpretato da Andy Luotto.
La scena con la palla da baseball con messaggi sinistri scritti sopra, che rotola giù per le scale è una citazione dal film Operazione paura di Mario Bava (citazione peraltro presente anche nel primo film Troll); mentre invece la scena della doccia piena di liquido verdastro è una parodia alla ben più famosa scena d'omicidio in doccia del film Psyco diretto da Alfred Hitchcock.
Un'altra citazione, derivata dalla saga Non aprite quella porta inaugurata da Tobe Hooper, la si può riscontrare nella scena in cui Creedence Leonore Gielgud fa a pezzi Arnold (trasformato in un alberello antropomorfo) con una motosega per trasformarlo in gustosi manicaretti.

## Casi mediatici

### Il fenomeno della "Nilbog Invasion"
Nel 2005 in America è esploso su internet il fenomeno "Troll 2". Da allora si organizzano proiezioni notturne del film, poi il fenomeno ha contagiato anche il Canada, parte dell'Europa, il Sudafrica, la Nuova Zelanda, e l'Australia. I fan partecipano alle proiezioni vestiti come i protagonisti del film oppure da goblin. Il regista Claudio Fragasso e la sceneggiatrice del film Rossella Drudi sono andati a Los Angeles e nello Utah per due anni consecutivi, il 2007 e il 2008 per partecipare a questi eventi.
Nel 2009 il bambino protagonista di "Troll 2", diventato ormai adulto, Michael Stephenson, ha diretto e realizzato un documentario su "Troll 2" le sue proiezioni notturne e i vari retroscena del film, intervistando anche gli attori e coloro che hanno fatto parte del cast o del crew. Il film creato si chiama Best Worst Movie. Nel 2010 viene organizzato un raduno a Londra con proiezione del film al cinema. Si vendono in rete oltre 40 000 biglietti, obbligando gli organizzatori a più proiezioni rispetto all'unica prevista, continuando in altre città ed espandendosi anche in Cile, Colombia, Africa del Sud, Messico, Spagna, Nuova Zelanda, Australia, Austria, Polonia, Norvegia, Svezia, Francia Ungheria, Cina e Giappone.
Il montatore Vanio Amici spiega in questo modo il successo avuto negli anni 2000: «Il pubblico non era preparato per questo genere di cose [...] ora è preparato per via di Harry Potter». Il regista ha dichiarato «penso che Troll 2 sia un film talmente ingenuo, talmente semplice, talmente puro, talmente vero... che la gente l'ha premiato.» e che «In America hanno capito l'ironia del mio film che in Italia purtroppo un doppiaggio serioso ha relegato nell'oblio.»

## Sequel
Dopo che Troll 2 uscì nel mondo per il mercato dell'Home video, la Filmirage continuò a sfruttare il successo del precedente Troll distribuendo altri due film come seguiti di Troll 2. I due film in questione sono Radici assassine e Quest for the Mighty Sword, e mentre Radici assassine, co-scritto dalla Drudi, richiama la favola ecologista di Troll 2, in Quest for the Mighty Sword è stata riutilizzata la maschera del goblin con la bocca semi-movibile che è presente nel film. Radici assassine venne intitolato Troll 3 e Troll III: Contamination Point 7 in alcune versioni della VHS americana, Quest for the Mighty Sword venne intitolato Troll - Das Schwert der Macht, Troll 3 e Troll - Teil 3 nelle versioni tedesche; mentre divenne Troll 3: The Sword of Power in alcune distribuzioni per il mercato americano.
Mentre il primo film, diretto da Fabrizio Laurenti appartiene al genere post-apocalittico/avventuroso con qualche incursione nell'horror, l'altro film appartiene alla serie di Ator l'invincibile, che a sua volta questa serie è un mockbuster della serie di film d'avventura di Conan il barbaro. Il primo film narra di una fabbrica che scarica scorie radioattive e ha trasformato una foresta in una discarica tossica con radici carnivore, il secondo invece narra delle gesta di Ator, un uomo forte e possente, ispirato al personaggio Conan del film Conan il barbaro.
Durante la "Nilbog Invasion", Fragasso e la Drudi hanno annunciato i piani per la realizzazione di un sequel di Troll 2. Al pubblico è stata chiesta un'opinione su come il film dovrebbe essere chiamato. Il titolo definitivo scelto è stato Troll 2: Part 2. Anche Michael Stephenson ha dichiarato in varie interviste che la Drudi ha scritto un nuovo soggetto per il sequel. Tuttavia, in un'intervista del 2009, Fragasso ha rivelato di non avere più "nè la voglia, nè il tempo nè l’età per fare una cosa del genere".
Un omaggio a Troll 2 è il film Trolls World (noto anche come Under ConTROLL), distribuito nel 2020 da Amazon Prime Video. Il film vede il ritorno di George Hardy nel ruolo di Michael Waits e l'attrice Eva Habermann come Vanessa Majer, una donna posseduta da un troll. Il film é diretto da Eric Hordes, il quale è anche co-autore della sceneggiatura insieme a Alexander König e Simon Hauschild.